# Phillip van Schalkwyk
Pour les articles homonymes, voir Van Schalkwyk.
Pas d'image ? Cliquez ici

a Compétitions nationales et continentales officielles uniquement.

Dernière mise à jour le 9 août 2020.
Phillip van Schalkwyk, né le 16 janvier 1980 à Bellville (Afrique du Sud), est un joueur sud-africain de rugby à XV qui évolue au poste de troisième ligne centre.

## Biographie

### Jeunesse et formation
Phillip van Schalkwyk pratique tout d'abord la lutte dès l'âge de trois ans. 
Par la suite, il se met à pratiquer le rugby à XV, aux côtés notamment de Bakkies Botha. Il signe un contrat espoir avec la Western Province.

### Carrière sportive
Formé en Afrique du Sud aux West Griquas où il joue la Currie Cup, il rejoint la France à l'âge de vingt-quatre ans à Bayonne. Il est remercié en cours de saison 2006-2007, qu'il finit à Auch alors en Top 14. En 2007, il signe en Pro D2 au Stade montois où il reste jusqu'en 2010 avec un passage en Top 14 en 2008-2009. En manque de temps de jeu, il part en Fédérale 2 à Monteux pour la saison 2010-2011. Il atterrit finalement en Fédérale 1 à Nevers.

## Palmarès
- Équipe d'Afrique du Sud -19 ans